# Lessay
Lessay é uma comuna francesa na região administrativa da Normandia, no departamento Mancha. Estende-se por uma área de 28,95 km². Em 2010 a comuna tinha 2 286 habitantes (densidade: 79 hab./km²).
Em 1 de janeiro de 2016 a comuna de Angoville-sur-Ay foi fundida com Lessay.